# IpbWiki
IpbWiki is een softwarepakket dat het mogelijk maakt om met dezelfde gebruikersnaam in te loggen aan de forumzijde en aan de wikizijde (single signon). Het gebruikt hiervoor de Invision Power Board- en MediaWiki-software. IpbWiki is geschreven in PHP en gebruikt MySQL, Oracle of Microsoft SQL Server als database.
IpbWiki ondersteunt BBCode en emoticons. De wikiskin kan afgesteld worden op de forumskin. Dit gebeurt met 2 sjablonen, zijnde ipb look of mediawiki look.

## Laatste versies[1]
- 2.2.5 (10 februari 2013)
- 2.2.4 (26 december 2011)
- 2.2.3 (3 september 2011)
- 2.2.2 (25 juni 2011)
- 2.2.1 (31 mei 2011)
- 2.0.1 (13 januari 2008)
- 1.7.1 (25 september 2007)